# Nemzeti Védelmi Szolgálat
A Nemzeti Védelmi Szolgálat (NVSZ) budapesti székhellyel, országos illetékességgel működő belső bűnmegelőzési és bűnfelderítési feladatokat ellátó szerv, amely a Rendőrségről szóló 1994. évi XXXIV. törvényben kapott felhatalmazás alapján látja el védelmi feladatait. Az NVSZ - az általános rendőrségi feladatok ellátására létrehozott szerv és a terrorizmust elhárító szerv és az idegenrendészeti szerv mellett - önálló része a magyar rendőrségnek, amelyet a Kormány a rendészetért felelős miniszter (belügyminiszter) útján irányít. Az NVSZ célja a korrupció és a szervezett bűnözés elleni hatékony fellépés, továbbá az állami, valamint közigazgatási szervek korrupcióval szembeni ellenálló képességének erősítése.

## Hatásköre
Az NVSZ hatáskörébe tartozó védett állomány létszáma megközelítőleg 250.000 fő. Akiket védenek:
- Rendőrség
- Nemzeti Szakértői és Kutató Központ
- Rendvédelmi technikumok
- Büntetés-végrehajtási Szervezet
- Terrorelhárítási Központ
- Országgyűlési Őrség
- Nemzeti Közszolgálati Egyetem
- Belügyminisztérium
- Országos Vízügyi Főigazgatóság
- Társadalmi Esélyteremtési Főigazgatóság
- Országos Idegenrendészeti Főigazgatóság
- BM Országos Katasztrófavédelmi Főigazgatóság
- a területi kormányzati igazgatási szerveknél foglalkoztatottak
- BM egészségügyi államtitkár irányítása alá tartozó önálló belügyi szervek
- a nemzeti köznevelésről szóló törvényben meghatározott belügyminiszter irányítása, vagy felügyelete alatt álló intézményeknél kormányzati szolgálati jogviszonyban állók
- az egészségügyi tevékenység végzésében tanulói jogviszony alapján közreműködő személyek, valamint az egyházi jogi személy fenntartásában vagy tulajdonában álló egészségügyi szolgáltatónál foglalkoztatottak kivételével az egészségügyi szolgálati jogviszonyban állók
- a nemzeti köznevelésről szóló törvényben meghatározott intézményeknél kormányzati szolgálati jogviszonyban állók

## Feladatköre
Korrupciómegelőzés
A korrupcióellenes tevékenységgel összefüggő kormányzati feladatokban történő közreműködésre az NVSZ került kijelölésre.
Bűnmegelőzés
A bűnmegelőzési célú titkos információgyűjtések mellett kiemelt hangsúllyal végezi a védett szervek vezetésének, állományának tartott oktatásokat, az egyes konkrét visszaélések, bűncselekmények elkövetését lehetővé tevő körülmények feldolgozását, ismertetéseit. Folyamatosan értékelik, hogy a védett szervek rendszereiben, belső mechanizmusaiban hol vannak azok a hiányosságok, amelyek visszaélések elkövetésére adnak lehetőséget.
Védelem
A védett szervek állományának bármely tagja bizalommal fordulhat az NVSZ-hez valamennyi olyan esetben, amikor hivatali kötelezettségei ellátásával, vagy hivatásos állományba tartozásával összefüggésben őt vagy családtagját sérelem éri, vagy a hivatásos szolgálatra nézve hátrányos jelenségre kívánja felhívni a figyelmet.
Bűnfelderítés
A védett állomány tagja által elkövetett, illetve velük, hozzátartozóikkal, vagy a védett állomány tagjával kapcsolatban álló más személlyel szemben elkövetett, meghatározott bűncselekmények felderítése, amelyek során titkos információgyűjtés alkalmazható. NVSZ-nek nincs nyomozóhatósági jogköre. Felderítő tevékenységüket a nyomozás elrendeléséhez szükséges gyanú megállapításáig vagy kizárásáig folytatják.
Megbízhatósági vizsgálat
A védett állomány vonatkozásában ügyész által felügyelt és jóváhagyott vizsgálat végzése a közszolgálat, a hivatásos szolgálat ellátásának szabály- és jogszerűsége, a feladatellátás során tanúsított magatartás megfelelősége, az intézkedési és munkaköri kötelezettség teljesülése szempontjából. A vizsgálat során a valóságban is előforduló, vagy feltételezhető élethelyzetek mesterséges létrehozásával annak ellenőrzése, hogy az érintett eleget tesz-e a jogszabályban előírt hivatali kötelezettségeinek.
Kifogástalan életvitel ellenőrzés
A jogszabályi előírásokban meghatározott eljárási rend alapján a hivatásos, a rendvédelmi igazgatási szolgálati jogviszonyba jelentkezők, valamint az állományban lévők kifogástalan életvitel ellenőrzése annak érdekében, hogy a magasabb erkölcsi elvárásoknak meg nem felelő személyek ne kerülhessenek, illetve ne tartozhassanak a védett szervek munkatársai közé.
A Közigazgatási Szervek Védelmi Szolgálata Igazgatóság tevékenységét a területi közigazgatás, illetve az egyes közszolgáltatások területén a korrupciós jelenségek hatékonyabb visszaszorítása, a korrupcióval szembeni ellenálló képesség növelése és a felderítések koordinált végrehajtása érdekében végzi.
Prioritásként kezeli a közigazgatáshoz köthető korrupció erőteljesebb visszaszorítását, továbbá az egészségügyi szektorban tapasztalható korrupciós nyomás csökkentését, valamint a köznevelés és gondoskodáspolitika területén történt visszaélések felderítését és felszámolását.
Az Igazgatóság által kezdeményezett büntetőeljárások, a felvilágosító jellegű előadások, valamint a Nemzeti Védelmi Szolgálat által készített, „A hála nem pénz!” című tájékoztató kiadvány terjesztése eredményeként az állami egészségügy területén a korrupció szintje jelentősen csökkent. A szektor dolgozóin kívül a betegek és a hozzátartozóik is egyre inkább tudatában vannak a hálapénz nyújtásának és elfogadásának büntetőjogi következményeivel
A Rendvédelmi Szervek Védelmi Szolgálata Igazgatóság feladata a védett szervek iránti bizalom megerősítése, az ott dolgozó személyek védelme, a nemzeti és a nemzetközi szintű korrupció elleni harc folytatása.
Ennek keretében ellátja a védett állomány kifogástalan életvitel ellenőrzését, megbízhatósági vizsgálatát, továbbá felderíti a hatáskörébe utalt, jogszabályban meghatározott bűncselekményeket.
Bűnmegelőzési tevékenysége elsősorban a védett szervek vezetésének és állományának tartott oktatások keretében; az egyes konkrét visszaélések, bűncselekmények elkövetését lehetővé tevő körülmények feldolgozása, ismertetése, valamint a védett állománnyal történő mindennapi kapcsolattartás útján valósul meg.
A proaktív felderítő tevékenységének célja a szervezett bűnözés elleni fellépés, valamint az állomány körében a hivatali- és vagyon elleni bűncselekmények megelőzése, megszakítása.
A védelmi funkció ellátása során alapfeladata, hogy biztosítsa a védett állomány megóvását a jogtalan támadások, fenyegetések, megfélemlítések, illetve befolyásolási kísérletekkel szemben.
A Központi Védelmi Igazgatóság szakmai tevékenysége során folyamatosan figyelemmel kíséri az integritást veszélyeztető külső és belső körülményeket, és a felmerülő adatoknak, információknak megfelelően hajtja végre a belső bűnmegelőzési, a bűnfelderítési, valamint a védelmi funkcióból adódó feladatokat.
Növekvő számban kerülnek látókörbe olyan bűnözők, akik tudatosan törekednek a védett szerveink tagjaival történő bűnös kapcsolatépítésre, igyekeznek rendvédelmi befolyást kiépíteni jogsértő tevékenységük elősegítésére és védelmére. Az Igazgatóság kiemelt feladata a szervezett bűnözői körök védett szervekre irányuló befolyásolási kísérleteinek megakadályozása.
A rendvédelem egésze, így az NVSZ számára is kihívást jelent a kibertérben szervezett jelleggel elkövetett bűncselekmények mind nagyobb száma és az azzal okozott kár. Az Igazgatóság speciális szaktudással rendelkező kiberfelderítési egysége végrehajtja az informatikai eszközök, illetve a kibertér felhasználásával megvalósuló, a védett szerveket és a védett állományt érintő bűncselekmények megelőzését és felderítését, valamint kibertechnikai támogatást nyújt az NVSZ szervezeti elemei, valamint a társszervek részére.
A bűnmegelőzési és bűnfelderítési tevékenység eredményességét támogatja a Krimiálpszichológiai Laboratórium, mely országos hatáskörrel végez műszeres vallomásellenőrzéseket, illetve pszichológiai szempontú elemzéseket az NVSZ szervezeti elemei és nyomozati jogkörrel rendelkező külső szervek megkeresései alapján. Az NVSZ Kriminálpszichológiai Laboratóriuma Magyarországon az egyetlen olyan egység, amely akkreditált poligráfos vizsgálatok végzésére jogosult.
A Korrupciómegelőzési Főosztály küldetésének irányát az értékalapú korrupció-megelőzési tevékenység támogatása, valamint a generációkon átívelő komplex társadalmi szemléletformálás kiterjesztése és hosszú távú fenntartása határozza meg. Mint a korrupciómegelőzés szakpolitikai felelőse, közreműködik és koordinálja a mindenkori Nemzeti Korrupcióellenes Stratégia megalkotását, és figyelemmel kíséri annak végrehajtását.
A Főosztály a korrupciómegelőzés területén számos innovatív eszközt és módszert fejlesztett ki és alkalmaz eredményesen, amelyek elősegítik többek között az egyéni és a szervezeti értékek megerősítését, valamint felhívják a figyelmet a korrupció jelenségének (pl.: a hálapénz adás) veszélyeire.
Összehangolt kommunikációs technikák és csatornák (reklám-, és médiakampányok) célirányos alkalmazásával nemcsak a védett szervek állományához, hanem a köz-, és versenyszféra, valamint a lakosság számos csoportjához juttatja el a korrupciós kockázatok időbeli felismeréséhez és hatékony kezeléséhez segítséget nyújtó üzeneteket, tájékoztató anyagokat. Módszertani útmutatókkal is segíti a költségvetési szervek korrupcióellenes tevékenységét.
Nemzetközi színtéren közvetíti, népszerűsíti a korrupciómegelőzéssel kapcsolatos hazai jó gyakorlatokat; tevékenységével támogatja a nemzetközi antikorrupciós szervezeteket, és részt vesz a nemzetközi együttműködésből, egyezményekből eredő feladatok végrehajtásában, képviseleti kötelezettségek ellátásában.
Az NVSZ feladatait az alábbi védett állomány vonatkozásában látja el:
 1994. évi XXXIV. törvény 7. §  